# 窑街街道
窑街街道，是中华人民共和国甘肃省兰州市红古区下辖的一个乡镇级行政单位。

## 行政区划
窑街街道下辖以下地区：
和平社区、团结社区、滨河社区、新村社区、红山村、大砂村和上街村。